# Jackie (film, 2016)
Pour les articles homonymes, voir Jackie.
Pour plus de détails, voir Fiche technique et Distribution.
Jackie est un film biographique franco-américano-chilien réalisé par Pablo Larraín, sorti en 2016.
Jackie est le surnom de Jacqueline Bouvier (1929-1994), veuve du président américain John Fitzgerald Kennedy, puis épouse de l'armateur milliardaire grec Aristote Onassis. Le film traite des jours qui ont suivi l'assassinat du président à Dallas en 1963.

## Synopsis
En novembre 1963, le journaliste Theodore H. White se rend à Hyannis Port (en) dans le Massachusetts pour y interviewer Jacqueline Kennedy, ancienne Première dame des États-Unis. Elle lui raconte les détails des jours qui ont suivi l'assassinat de son mari, le président John Fitzgerald Kennedy.

## Fiche technique
Sauf indication contraire, les informations mentionnées dans cette section peuvent être confirmées par la base de données cinématographiques IMDb,  présente dans la section « Liens externes ».
- Titre original et français : Jackie
- Accroche : La première dame
- Réalisation : Pablo Larraín
- Scénario : Noah Oppenheim
- Photographie : Stéphane Fontaine
- Costumes : Madeline Fontaine
- Montage : Sebastián Sepúlveda (en)
- Musique : Mica Levi
- Production : Darren Aronofsky, Pascal Caucheteux, Scott Franklin, Ari Handel, Juan de Dios Larraín, Mickey Liddell

Producteurs délégués : Martine Cassinelli, Wei Han, Jayne Hong, Jennifer Monroe, Lin Qi, Pete Shilaimon et Josh Stern
- Sociétés de production : Jackie Productions, Wild Bunch, Fabula, LD Entertainment, Protozoa Pictures et Why Not Productions
- Distribution : BAC Films (France), Fox Searchlight Pictures (États-Unis), Diamond Films (Chili)
- Pays de production :  Chili,  États-Unis,  France
- Format : couleur et noir et blanc - 16 mm[1] - 1,66:1 (1,33:1 pour certaines scènes)
- Genre : biographique, drame, historique
- Durée : 95 minutes
- Dates de sortie :
  - Italie : 7 septembre 2016 (première mondiale à la Mostra de Venise)
  - États-Unis : 2 décembre 2016
  - France : 1er février 2017
  - Chili : 16 février 2017

## Distribution
- Natalie Portman (VF : Mélodie Orru) : Jacqueline « Jackie » Kennedy
- Peter Sarsgaard (VF : François Feroleto) : Robert Kennedy
- Greta Gerwig (VF : Marlène Goulard) : Nancy Tuckerman, amie d'enfance et secrétaire de Jackie à la Maison-Blanche
- Billy Crudup (VF : Christian Gonon) : Theodore H. White
- John Hurt (VF : François Marthouret) : le père Richard McSorley
- Richard E. Grant (VF : Pierre Baux) : William Walton (en)
- Caspar Phillipson (VF : Arnaud Bedouët) : John Fitzgerald Kennedy
- Beth Grant (VF : Nita Klein) : Lady Bird Johnson
- John Carroll Lynch (VF : Patrick Bonnel) : Lyndon B. Johnson
- Max Casella (VF : Bruno Abraham-Kremer) : Jack Valenti
- Sunnie Pelant : Caroline Kennedy
- Brody et Aiden Weinberg : John Fitzgerald Kennedy, Jr.
- Corey Johnson (VF : Jean-Luc Atlan) : O'Brien
- Marla Aaron Wapner : admirateur de Kennedy à Dallas
- David Caves : Clint Hill
- Georgie Glen (en) : Rose Kennedy
- Julie Judd : Ethel Kennedy
- Denese Basile : Eunice Kennedy Shriver
- Gaspard Koenig : Ted Kennedy
- Mathilde Ripley : Joan Kennedy
- Roland Pidoux : Pablo Casals

 Source et légende : version française (VF) sur RS Doublage

## Production

### Genèse et développement
En avril 2010, Darren Aronofsky est annoncé comme réalisateur et producteur. Il abandonne ensuite le poste de réalisateur, au profit de Pablo Larraín, mais en reste producteur via sa société Protozoa Pictures.

### Attribution des rôles
En avril 2010, Rachel Weisz est annoncée dans le rôle principal. En septembre 2012, il est révélé que Fox Searchlight Pictures souhaite finalement que le rôle revienne à Natalie Portman, mais sa participation dépend du choix du réalisateur. Sa participation est confirmée en mai 2015.

### Tournage
Le tournage débute le 16 décembre 2015 à Paris. Des scènes sont également tournées à la Cité du cinéma à Saint-Denis. Fin février 2016, des scènes de la procession funéraire de JFK sont tournées dans le centre de Washington, D.C.

## Accueil

### Accueil critique
L'accueil critique est positif : le site Allociné recense une moyenne des critiques presse de 4,0/5, et des critiques spectateurs à 3,0/5.

### Box-office
| Pays ou région | Box-office      | Date d'arrêt du box-office | Nombre de semaines |
| -------------- | --------------- | -------------------------- | ------------------ |
| États-Unis     | 13 949 935 USD  | 2016                       | 16                 |
| France         | 459 561 entrées | 2016                       | 8                  |

## Distinctions

### Récompenses
- Mostra de Venise 2016 : Prix du meilleur scénario de la Mostra de Venise
- Festival international du film de Toronto 2016 : Platform Prize
- Boston Online Film Critics Association Awards 2016 : meilleure musique originale (Mica Levi)
- British Academy Film Awards 2017 : meilleurs costumes (Madeline Fontaine)
- Chicago Film Critics Association 2016 : 
  - Meilleure actrice (Natalie Portman)[11]
  - Meilleure musique originale (Mica Levi)
- Critics' Choice Movie Awards 2016 : 
  - Meilleure actrice (Natalie Portman)[12]
  - Meilleurs costumes (Madeline Fontaine)
  - Meilleur maquillage

### Sélections et nominations

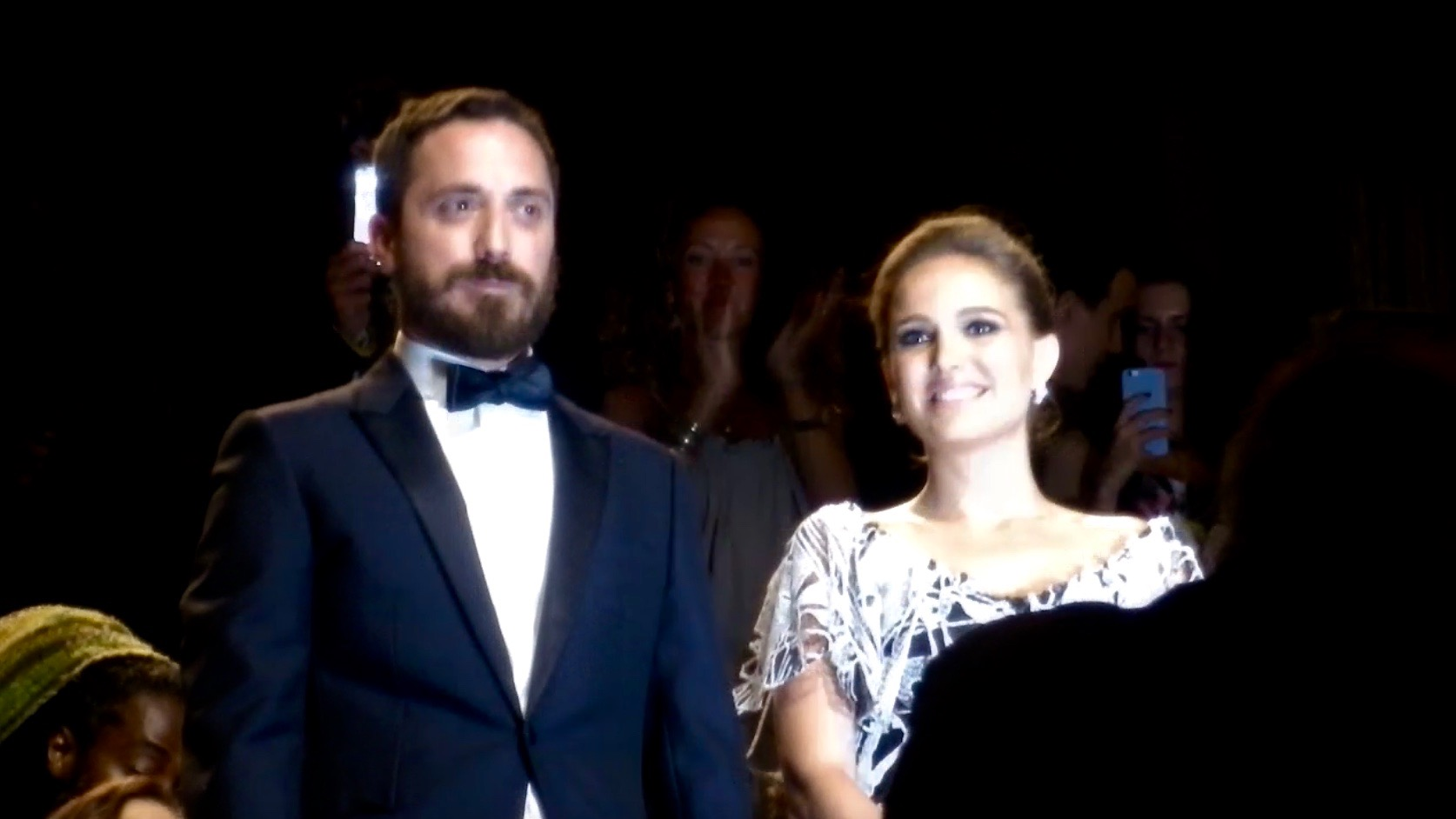
Pablo Larraín et Natalie Portman durant la première du film à la Mostra de Venise 2016.

- Mostra de Venise 2016 : sélection officielle
- Independent Spirit Awards 2017 :
  - Meilleur film
  - Meilleur réalisateur (Pablo Larraín)
  - Meilleure actrice (Natalie Portman)
- Oscars du cinéma 2017 :
  - Meilleure actrice – Natalie Portman
  - Meilleure musique de film – Mica Levi
  - Meilleurs costumes – Madeline Fontaine